# Крепость (фильм, 1983)
«Крепость» (англ. The Keep) — американо-британский фильм ужасов о сверхъестественном 1983 года, снятый режиссёром Майклом Манном, основанный на романе «Застава» Фрэнсиса Пола Уилсона.
Несмотря на то что фильм ожидал кассовый провал и отрицательные отзывы критиков, по прошествии времени он стал набирать популярность и получил статус культовой классики.

## Сюжет
1941 год. Румыния. Горнострелковое подразделение вермахта под командованием капитана Клауса Ворманна прибывает в небольшую румынскую деревушку с целью охраны ущелья Дину, находящегося в Карпатах. Вопреки запретам местного смотрителя Александру, военные размещаются в старой крепости. Двое немецких солдат по причине безрассудства освобождают древнее существо, заточённое в подземелье крепости, известное как Раду Моласар. Пробуждение древнего демона приводит к необъяснимой гибели пятерых немецких солдат. Для расследования загадочных смертей военное командование направляет в крепость айнзацкоманду во главе с командиром — убеждённым и жестоким нацистом штурмбаннфюрером СС Эрихом Кемпффером. Почувствовав пробуждение заточённого в крепости Раду Моласара, находящийся в оккупированной Греции воин, обладающий сверхъестественными способностями, спешит в Румынию. Глэкен Трисмегест должен остановить демона Раду Моласара и не позволить древнему злу покинуть пределы крепости…

## В ролях
- Скотт Гленн — Глэкен Трисмегест
- Альберта Уотсон — Ева Куза
- Юрген Прохнов — капитан Клаус Ворманн
- Роберт Проски — отец Михай Фонеску
- Гэбриэл Бирн — майор Эрих Кемпффер
- Иэн Маккеллен — доктор Теодор Куза
- Уильям Морган Шеппард — Александру
- Ройстон Тикнер — Томеску
- Майкл Картер — Раду Моласар
- Филлип Джозеф — сержант Остер
- Джон Вайн — рядовой Лутц
- Джон Джонс — рядовой Отто
- Вольф Калер — адъютант СС
- Розали Кратчли — Йозефа
- Фредерик Уордер — первый пограничник
- Брюс Пэйн — второй пограничник
- Дэвид Карди — первый сын Александру
- Джон Истэм — второй сын Александру
- Яшав Адем — Карлос
- Стивен Уиттакер — айнзацкомандос СС

## Съёмочная группа
- Режиссёр: Майкл Манн
- Продюсеры: Джин Кирквуд, Коук Кох
- Сценарист: Майкл Манн
- Оператор: Алекс Томсон
- Композитор: Tangerine Dream

## Критика
Brian W. Collins написал ревью на картину.

## Номинации
- Сатурн — номинация (1984)[9]